# Toxorhina westwoodi
Toxorhina westwoodi är en tvåvingeart som beskrevs av Enrico Adelelmo Brunetti 1920. Toxorhina westwoodi ingår i släktet Toxorhina och familjen småharkrankar. Inga underarter finns listade i Catalogue of Life.